# Bargersville
Bargersville – miasto w Stanach Zjednoczonych, w stanie Indiana, w hrabstwie Johnson.

## Demografia
W roku 2010 miasto zamieszkiwało 4013 osób, a gęstość zaludnienia wynosiła 314,3 osoby/km². W roku 2023 liczba mieszkańców wzrosła do 11 075 osób, a gęstość zaludnienia przekroczyła 867 osób/km². Na przestrzeni zaledwie 13 lat zaludnienie Bargersville zwiększyło się prawie 2,8-krotnie.